# Allium autumniflorum
Allium autumniflorum là một loài thực vật có hoa trong họ Amaryllidaceae. Loài này được F.O.Khass. & Akhani mô tả khoa học đầu tiên năm 2006.